# Маккрей, Джеймс
Джеймс Кларк Фу́лтон Маккре́й (англ. James Clark Fulton McCrae; 2 сентября 1894 — 3 сентября 1974) — шотландский футболист и футбольный тренер.

## Карьера игрока
Джеймс Маккрей родился в Бридж-оф-Уир, Ренфрушир. Начал футбольную карьеру в любительской команде «Порт Глазго Рейнджерс». В 1912 году стал игроком шотландского клуба «Клайд». В 1914 году в связи с началом войны Маккрей был мобилизован и служил в Гренадерской гвардии. Параллельно играл в футбол за команду гвардии, а также в качестве гостевого игрока за «Рейнджерс», «Клайд» и «Вест Хэм Юнайтед».
В 1919 году Маккрей перешёл в английский клуб «Вест Хэм Юнайтед» на постоянной основе, сыграв в первом матче «молотобойцев» в рамках Футбольной лиги Англии 30 августа против «Линкольн Сити». Всего за лондонский клуб провёл 54 официальных матча.
В 1921 году перешёл в «Бери» за 750 фунтов стерлингов. В сентябре 1923 года стал игроком клуба «Уиган Боро». В сезоне 1924/25 выступал за «Нью-Брайтон».
В августе 1925 года Маккрей перешёл в «Манчестер Юнайтед». В основном составе «Юнайтед» дебютировал 16 января 1926 года в матче против «Арсенала», сыграв на позиции левого хавбека. Всего в сезоне 1925/26 провёл за команду 13 матчей (девять — в чемпионате и четыре — в Кубке Англии).
В августе 1926 года перешёл в клуб Третьего южного дивизиона «Уотфорд». Провёл за команду 2 матча. В 1927 году отправился в аренду в шотландский «Терд Ланарк», а по окончании сезона 1926/27 вернулся в «Клайд» на постоянной основе, где провёл свой последний сезон в качестве профессионального футболиста.

## Тренерская карьера
В 1934 году Маккрей был назначен главным тренером национальной сборной Египта по футболу, сыгравшей на чемпионате мира. 27 мая 1934 года в рамках финальной стадии турнира египтяне проиграли венграм. Маккрей возглавлял сборную Египта до 1936 года.
В 1941 году был назначен главным тренером турецкого клуба «Истанбулспор», однако в том же году покинул команду. С 1946 по 1948 год был главным тренером исландского клуба «Фрам».

## Статистика выступлений
| Клуб              | Сезон            | Лига | Лига | Кубок | Кубок | Итого | Итого |
| Клуб              | Сезон            | Игры | Голы | Игры  | Голы  | Игры  | Голы  |
| ----------------- | ---------------- | ---- | ---- | ----- | ----- | ----- | ----- |
| Клайд             | 1912/13          | 3    | 0    | 0     | 0     | 3     | 0     |
| Клайд             | 1913/14          | 2    | 0    | 0     | 0     | 2     | 0     |
| Клайд             | 1914/15          | 5    | 1    | 0     | 0     | 5     | 1     |
| Клайд             | 1915/16          | 16   | 2    | 0     | 0     | 16    | 2     |
| Клайд             | 1916/17          | 0    | 0    | 0     | 0     | 0     | 0     |
| Клайд             | 1917/18          | 0    | 0    | 0     | 0     | 0     | 0     |
| Клайд             | 1918/19          | 1    | 0    | 0     | 0     | 0     | 1     |
| Клайд             | Итого            | 27   | 3    | 0     | 0     | 27    | 3     |
| Вест Хэм Юнайтед  | 1919/20          | 35   | 0    | 4     | 0     | 31    | 0     |
| Вест Хэм Юнайтед  | 1920/21          | 15   | 0    | 0     | 0     | 15    | 0     |
| Вест Хэм Юнайтед  | Итого            | 50   | 0    | 4     | 0     | 54    | 0     |
| Бери              | 1920/21          | 26   | 1    | 1     | 0     | 27    | 1     |
| Бери              | 1921/22          | 34   | 4    | 1     | 0     | 35    | 4     |
| Бери              | 1922/23          | 24   | 5    | 3     | 1     | 27    | 6     |
| Бери              | Итого            | 84   | 10   | 5     | 1     | 89    | 11    |
| Уиган Боро        | 1923/24          | 32   | 5    | 3     | 0     | 35    | 5     |
| Уиган Боро        | Итого            | 32   | 5    | 3     | 0     | 35    | 5     |
| Нью-Брайтон       | 1924/25          | 6    | 0    | 1     | 0     | 7     | 0     |
| Нью-Брайтон       | Итого            | 6    | 0    | 1     | 0     | 7     | 0     |
| Манчестер Юнайтед | 1925/26          | 9    | 0    | 4     | 0     | 13    | 0     |
| Манчестер Юнайтед | Итого            | 9    | 0    | 4     | 0     | 13    | 0     |
| Уотфорд           | 1926/27          | 2    | 0    | 0     | 0     | 2     | 0     |
| Уотфорд           | Итого            | 2    | 0    | 0     | 0     | 2     | 0     |
| Клайд             | 1927/28          | 3    | 0    | 0     | 0     | 3     | 0     |
| Клайд             | Итого            | 3    | 0    | 0     | 0     | 3     | 0     |
| Всего за карьеру  | Всего за карьеру | 213  | 18   | 17    | 1     | 230   | 19    |

## Личная жизнь
Родной брат Джеймса, Дэвид, также был профессиональным футболистом и выступал за сборную Шотландии.